# Dance with My Father
Dance with My Father é o décimo terceiro álbum de estúdio do cantor americano de R&B Luther Vandross. O álbum foi lançado nos Estados Unidos no dia 10 de Junho de 2003 pela gravadora J Records, esse foi o último álbum a ser lançado antes de sua morte, no dia 1 de Julho de 2005. A música homônimo "Dance with My Father" foi uma homenagem ao seu pai que faleceu. O álbum tem participação especial de Beyoncé, Busta Rhymes, Foxy Brown e Queen Latifah.
| Críticas profissionais                                                      | Críticas profissionais |
| Avaliações da crítica                                                       | Avaliações da crítica  |
| Fonte                                                                       | Avaliação              |
| --------------------------------------------------------------------------- | ---------------------- |
| Allmusic                                                                    | [ 1 ]                  |
| Rolling Stone                                                               | [ 2 ]                  |
| Esta tabela precisa de ser acompanhada por texto em prosa. Consulte o guia. |                        |

## Faixas
1. "If I Didn't Know Better" – 4:07 (Ezekiel Lewis, Vadross, Vertelney)
2. "Think About You" – 5:04 (James Porte/Vandross)
3. "If It Ain't One Thing" (com Foxy Brown) – 4:13 (Robbie Nevil/Vandross/Vertelney)
4. "Buy Me a Rose" – 3:48 (Jim Funk/Erick Hickenlooper)
5. "The Closer I Get to You" (dueto com Beyoncé) – 6:25 (Reggie Lucas/James Mtume)
6. "Lovely Day" (com Busta Rhymes) – 5:57 (Ronald LaPread/Lionel Richie/Bill Withers/Clarence Scarborough)
7. "Dance with My Father" – 4:26 (Vandross/Richard Marx)
8. "She Saw You" – 5:44 (Marcus Miller/Vandross)
9. "Apologize" – 4:59 (Rex Rideout/Vandross)
10. "Hit It Again" (com Queen Latifah) – 4:37 (Rideout/Vandross)
11. "Right in the Middle" – 4:50 (Vandross/Vertelney)
12. "Once Were Lovers" – 4:34 (Rideout/Fonzi Thornton/Vandross)
13. "Lovely Day (Part II)" (com Busta Rhymes) – 3:54 (LaPread/Richie/Withers/Scarborough)
14. "They Said You Needed Me" – 4:40 (Ivan Hampden/Vandross)

## Desempenho
| Tabelas musicais (2003)                           | Melhor posição |
| ------------------------------------------------- | -------------- |
| - UK Albums Chart                                 | 41             |
| Estados Unidos - Billboard 200                    | 1              |
| Estados Unidos - Billboard Top R&B/Hip-Hop Albums | 1              |
| Estados Unidos - Top Internet Albums              | 1              |